# Megaselia abdita
Megaselia abdita är en tvåvingeart som beskrevs av Schmitz 1959. Megaselia abdita ingår i släktet Megaselia och familjen puckelflugor.
Artens utbredningsområde är Illinois. Arten är reproducerande i Sverige. Inga underarter finns listade i Catalogue of Life.